# Leichtathletik-Weltmeisterschaften 2017/50 km Gehen der Frauen

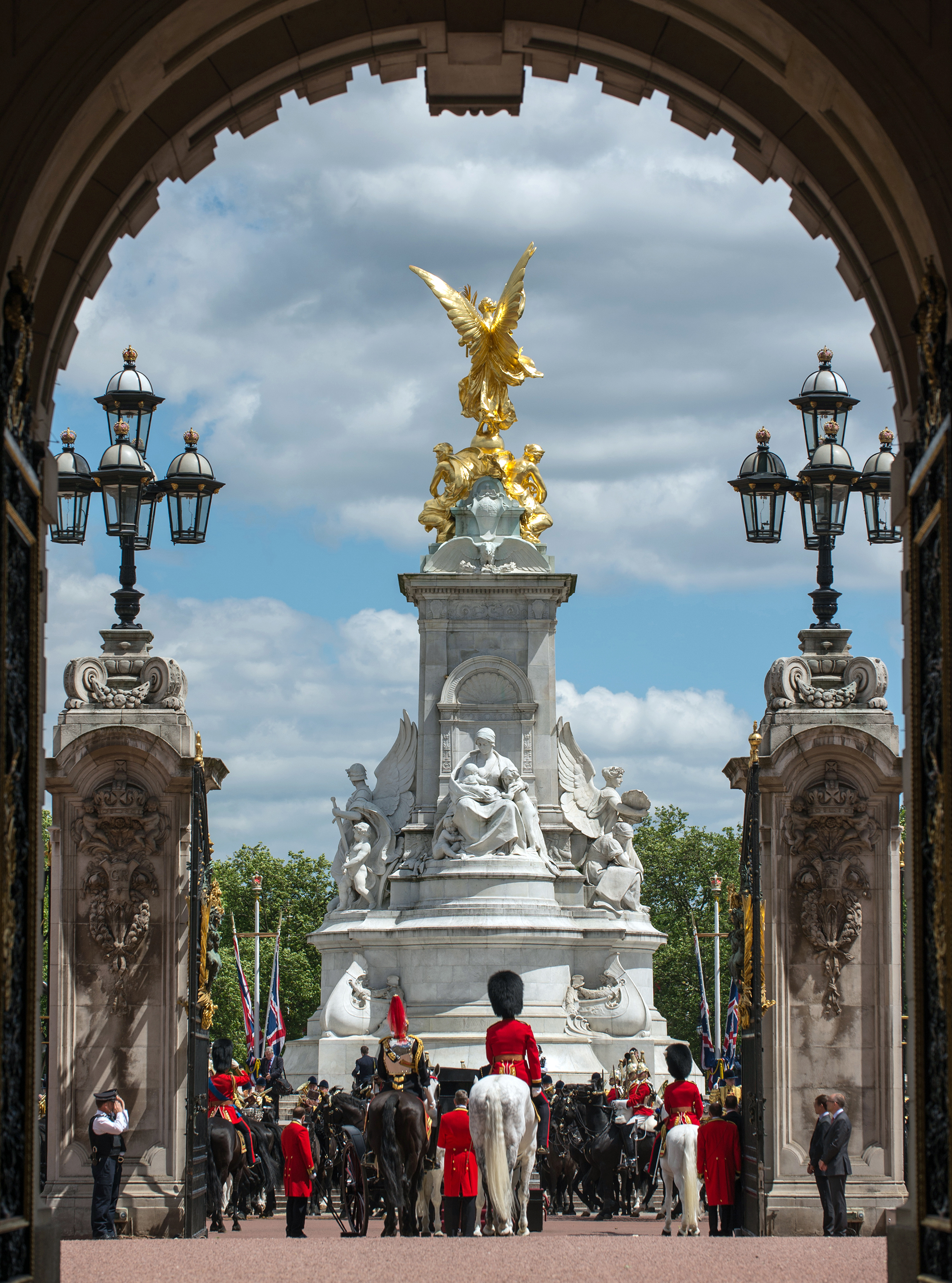
Blick auf Victoria Memorial vor dem Buckingham-Palast

Das 50-km-Gehen der Frauen bei den Leichtathletik-Weltmeisterschaften 2017 wurde am 13. August 2017 in den Straßen der britischen Hauptstadt London ausgetragen.
Die chinesischen Geherinnen errangen hier mit Silber und Bronze zwei Medaillen. Erste Weltmeisterin der Leichtathletikgeschichte in diesem Wettbewerb wurde die Portugiesin Inês Henriques. Sie stellte dabei einen neuen Weltrekord auf. Den zweiten Platz belegte Yin Hang. Bronze ging an Yang Shuqing.

## Rekorde

### Bestehende Rekorde
| Weltrekord               | Inês Henriques                     | 4:08:25 h                          | Porto de Mós, Portugal             | 15. Januar 2017                    |
| Weltmeisterschaftsrekord | Wettbewerb erstmals im WM-Programm | Wettbewerb erstmals im WM-Programm | Wettbewerb erstmals im WM-Programm | Wettbewerb erstmals im WM-Programm |

### Rekordverbesserungen
- Die portugiesische Weltmeisterin Inês Henriques stellte mit 4:05:56 h den ersten Weltmeisterschaftsrekord auf. Gleichzeitig verbesserte sie damit ihren eigenen Weltrekord um 2:27 min.
- Außerdem gab es zwei Kontinentalrekorde:
  - 4:08:58 h (Asienrekord) – Yin Hang, Volksrepublik China
  - 4:21:51 h (Amerikarekord) – Kathleen Burnett, USA

## Strecke
Der Start- und Zielpunkt der Strecke lag auf der Verbindungsstraße „The Mail“ zwischen den Trafalgar Studios und Buckingham Palace an der Ecke „Marlborough Road“ nahe dem Marlborough House. Ständig ging es auf dieser Route vorbei an dem südwestlich gelegenen St. James’ Park. Zunächst führte die Strecke Richtung Nordosten vorbei an den Trafalgar Studios. Der Weg umrundete die dahinter befindliche Statue „Equestrian Statue of Charles I“ auf einem Kreisverkehr und führte auf der fast schnurgeraden Straße „The Mail“ zurück in Richtung Südwesten. Es ging vorbei am Start- und Zielpunkt bis vor den Buckingham Palace, wo das Victoria Memorial komplett umrundet wurde. So führte die Route wieder zurück auf die Straße „The Mail“ bis zum Start- und Zielpunkt. Die Länge dieser Strecke betrug zwei Kilometer, musste also beim 50-km-Gehen 25 Mal absolviert werden.

## Ausgangssituation
Sieben Geherinnen stellten sich diesem erstmals für Frauen bei einer großen Meisterschaft ausgetragenen Wettbewerb. Dies ist eine angesichts einer Weltmeisterschaft geringe Teilnehmerzahl, die Disziplin muss sicher noch wachsen im Frauenbereich und hat noch viel Nachholbedarf. So gab es keinen eigens für Frauen angesetzten Termin, sondern Geherinnen und Geher begaben sich gemeinsam auf die Strecke.

## Wettbewerbsverlauf
13. August 2017, 7:45 Uhr Ortszeit (8:45 Uhr MESZ)
Von Beginn an bildete sich mit der Chinesin Yin Hang und der Portugiesin Inês Henriques ein Spitzenduo, das ein hohes Tempo vorlegte. Hinter den beiden ging eine Dreiergruppe. Die Brasilianerin Nair Da Rosa, die Chinesin Yang Shuqing und die US-Amerikanerin Kathleen Burnett lagen schon nach fünf Kilometern fast eineinhalb Minuten zurück. Dahinter folgten mit Erin Taylor-Talcott – fast zwei Minuten zurück – und Susan Randall, deren Abstand auf die Spitze schon gegen drei Minuten ging, zwei weitere US-Amerikanerinnen. Bis kurz vor Kilometer dreißig blieben Yin und Henriques zusammen und vergrößerten ihren Vorsprung immer weiter. Ihr Tempo blieb hoch, im Verlauf des Wettbewerbs wurde sogar noch ein wenig schneller als in der Anfangsphase. In der zweiten Gruppe musste da Rosa nach Kilometer fünfzehn abreißen lassen, Young und Burnett blieben dagegen noch länger zusammen. Nach Kilometer 25 verlor Burnett allerdings dann doch den Kontakt zu Yin.
Bei Kilometer dreißig hatte sich Henriques von Yin abgesetzt und baute im weiteren Verlauf ihren Vorsprung vor der Chinesin kontinuierlich aus. Yin hielt sich mit einem ebenfalls anwachsenden Abstand zu den nächsten Geherinnen auf dem zweiten Platz. Dahinter sah Yang zunächst schon wie die sichere Bronzemedaillenkandidatin aus. Bei Kilometer 35 lag sie 50 Sekunden vor Burnett. Doch die US-Amerikanerin holte wieder auf. Fünf Kilometer vor dem Ziel betrug Burnetts Rückstand auf Yang nur noch fünf Sekunden. Da war Talcott nach drei roten Karten bereits disqualifiziert. Da Rosa und Randall waren dagegen noch im Rennen. Die Brasilianerin lag mehr als zwanzig Minuten, die US-Amerikanerin sogar mehr als vierzig Minuten hinter der Führenden zurück. Beide Geherinnen gaben den Wettbewerb im Schlussabschnitt dann doch noch auf.
Inês Henriques ging unangefochten als neue Weltmeisterin durch das Ziel und stellte dabei noch einen neuen Weltrekord auf. Mit neuem Asienrekord gewann Yin Hang gut zwei Minuten hinter der Portugiesin die Silbermedaille. Yins Vorsprung vor der Dritten Yang Shuqing betrug knapp zwölf Minuten. Kathleen Burnett war dann doch nicht mehr an ihre chinesische Gegnerin herangekommen und belegte etwas mehr als eine Minute hinter dem Bronzeplatz zurück den vierten Rang. Ihre Zeit bedeutete neuen Amerikarekord.

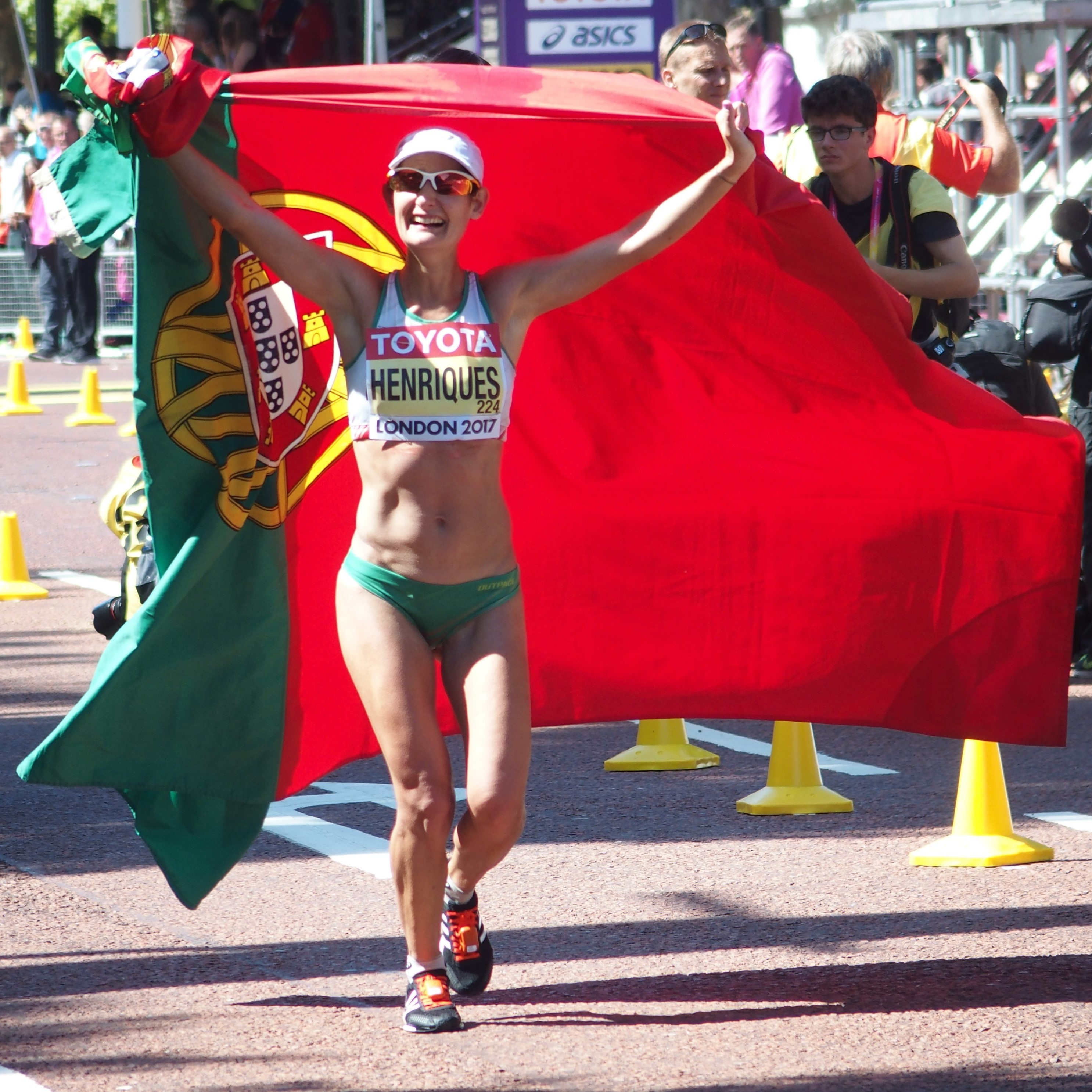
Weltmeisterin Inês Henriques

| Zwischenzeiten | Zwischenzeiten | Zwischenzeiten | Zwischenzeiten |
| Marke          | Zwischenzeit   | Führende | 5-km-Zeit      |
| -------------- | -------------- | --- | -------------- |
| 5 km           | 24:43 min      | Yin, Henriques – da Rosa, Young, Burnett 1:21 min zurück – Talcott 1:56 min zurück – Randall 2:45 min zurück                   | 24:43 min      |
| 10 km          | 49:22 min      | Yin, Henriques – da Rosa, Young, Burnett 2:23 min zur. – Randall 5:39 min zur.                                                 | 24:39 min      |
| 15 km          | 1:13:43 h      | Henriques, Yin – da Rosa, Young, Burnett 3:57 min zur. – Randall 9:47 min zur.                                                 | 24:21 min      |
| 20 km          | 1:37:49 h      | Henriques, Yin – Burnett, Young 5:20 min zur. – da Rosa 7:31 min zur. – Randall 14:54 min zur.                                 | 24:06 min      |
| 25 km          | 2:02:18 h      | Henriques, Yin – Yang, Burnett 6:49 min zur. – da Rosa 11:04 min zur. – Randall 20:28 min zur.                                 | 24:29 min      |
| 30 km          | 2:26:35 h      | Henriques – Yin 4 s zur. – Yang 7:47 min zur. – Burnett 8:08 min zur. – da Rosa 14:43 min zur. – Randall 26:27 min zur.        | 24:17 min      |
| 35 km          | 2:50:52 h      | Henriques – Yin 50 s zur. – Yang 9:01 min zur. – Burnett 9:51 min zur. – da Rosa 18:59 min zur. – Randall 34:08 min zur.       | 24:17 min      |
| 40 km          | 3:15:14 h      | Henriques – Yin 1:50 min zur. – Yang 11:17 min zur. – Burnett 11:56 min zur. – da Rosa 27:54 min zur.                          | 24:22 min      |
| 45 km          | 3:59:56 h      | Henriques – Yin 3:11 min zur. – Yang 13:38 min zur. – Burnett 13:43 min zur. – da Rosa 23:33 min zur. – Randall 42:26 min zur. | 24:42 min      |
| 50 km          | 4:05:56 h      | Inês Henriques | 26:00 min      |

## Ergebnis
| Platz | Athletin            | Land                | Zeit (h)                         |
| ----- | ------------------- | ------------------- | -------------------------------- |
|       | Inês Henriques      | Portugal            | 4:05:56 WR                       |
|       | Yin Hang            | Volksrepublik China | 4:08:58 AS                       |
|       | Yang Shuqing        | Volksrepublik China | 4:20:49 PB                       |
| 4     | Kathleen Burnett    | USA                 | 4:21:51 AM                       |
| DNF   | Nair Da Rosa        | Brasilien           |                                  |
| DNF   | Susan Randall       | USA                 |                                  |
| DSQ   | Erin Taylor-Talcott | USA                 | IAAF Rule 230.7a – 3 rote Karten |